# Клеман Парісс
Клеман Парісс (фр. Clément Parisse) — французький лижник, олімпійський медаліст, призер чемпіонатів світу.  
Бронзову  олімпійську медаль Парісс здобув на Пхьончханській олімпіаді 2018 року в складі французької естафети в гонці 4х10 км.
Бронзову медаль чемпіонату світу Парісс виборов у складі французької естафети на світовій першості 2019 року, що проходила в австрійському Зефельді. Через два роки, в німецькому Оберстдорфі, він та його товариші з команди повторили цей успіх.

## Виступи на Олімпійських іграх
| Рік  | Вік | 15 км | Скіатлон 15 км | 50 км мас-старт | Спринт | Естафета 4 × 5 км | Команднй спринт |
| ---- | --- | ----- | -------------- | --------------- | ------ | ----------------- | --------------- |
| 2018 | 25  | 26    | 13             | 24              | —      | Бронза            | —               |
| 2022 | 29  | —     | 10             | —               | —      | Бронза            | —               |

## Виступи на чемпіонатах світу
| Рік  | Вік | 10 км | Скіатлон 15 км | 50 км мас-старт | Спринт | Естафета 4 × 5 км | Команднй спринт |
| ---- | --- | ----- | -------------- | --------------- | ------ | ----------------- | --------------- |
| 2015 | 22  | 24    | 24             | —               | —      | —                 | —               |
| 2017 | 24  | —     | 32             | 16              | —      | 7                 | —               |
| 2019 | 26  | —     | 5              | 19              | —      | Бронза            | —               |
| 2021 | 28  | 14    | 12             | 13              | —      | Бронза            | —               |

## Зовнішні посилання
- Досьє на сайті FIS

## Виноски
1. 1 2  Olympedia — 2006.
2. ↑  Men's 4 × 10 kilometre relay results (PDF). Архів оригіналу (PDF) за 28 Червня 2021. Процитовано 13 Квітня 2018.